# Savar
Savar (bengaleză সাভার) este un oraș din centrul Bangladeshului, situat în districtul Dacca în diviziunea Dacca. Este cel mai apropiat oraș de Dacca. Este, de asemenea, o parte a conurbației din Greater Dacca, care formează megaorașul Dacca. Aproximativ 296.851 de persoane trăiesc aici, ceea ce face din acest oraș al doilea ca mărime din districtul Dacca și al 11-lea cel mai mare oraș din Bangladesh.

## Geografie
Savar orașul este situat la 23°26′N 90°07′E / 23.44°N 90.11°E în Districtul Dacca din regiunea centrală din Bangladesh.